# Třída Jüan Wang
Třída Jüan Wang je třída lodí Námořnictva Čínské lidové osvobozenecké armády sloužících ke sledování satelitů, řízených střel a balistických raket. Mohou sloužit také jako zpravodajské lodě. Do roku 1996 byly postaveny čtyři lodě této třídy, přičemž dle některých pramenů celá série zahrnuje celkem 6 jednotek.

## Stavba
Loděnicí Ťiang-nan v Šanghaji byly v 70.–90. letech 20. století postaveny čtyři lodě této třídy, pojmenované Jüan Wang 1 až Jüan Wang 4. První dvě byly do služby nasazeny roku 1979, třetí v dubnu 1995 a čtvrtá na konci roku 1996. Druhý pár byl postaven v modernizované podobě s ohledem na jejich program kosmických pilotovaných letů a jsou používány i jako retranslační stanice pro spojení se zemí.

## Konstrukce

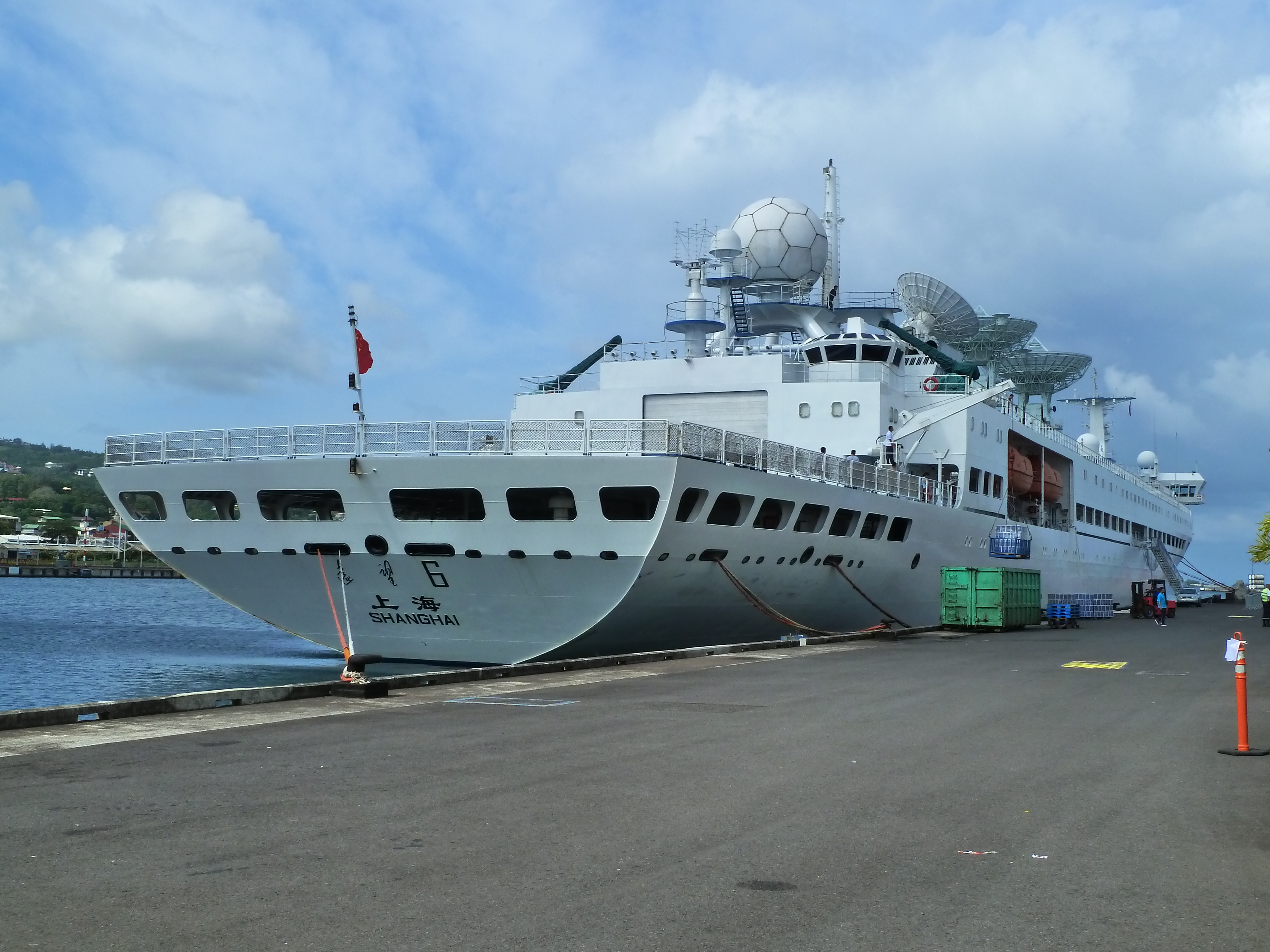
Jüan Wang 6

Plavidla nesou řadu antén několika typů pro spojení a sledování vzdušných cílů. Na zádi jsou vybavena přistávací plochou pro vrtulník, nemají však hangár. Pohonný systém tvoří jeden dieselmotor Sulzer o výkonu 12 975 kW pohánějící jeden lodní šroub. Nejvyšší rychlost dosahuje 20 uzlů.